# The Tories
The Tories was een Amerikaanse pop- en rockgroep. De band werd ontdekt door producer Phil Ramone. The Tories ontvingen een Los Angeles Music Award en twee ASCAP Film and Television Awards.

## Geschiedenis
De band werd opgericht in 1995. Na zes maanden hadden The Tories aanbiedingen voor verschillende platencontracten weten te vergaren. Ze tekenden een contract bij N2K Records van producer Phil Ramone. De debuutsingle "Gladys Kravitz" belandde in de top 10 van M2. In 1996 ontving de band een Los Angeles Music Award in de categorie Outstanding Tape Production. In 1997 werd het debuutalbum Wonderful Life uitgebracht. In 1998 tourde de band met de VH-1 Rock Across America Tour waarmee ook Europa werd aangedaan en werd er opgetreden in verschillende televisieprogramma's.
The Tories schreven de titelsong voor de sitcom Jesse met Christina Applegate in de hoofdrol. Ook de underscore, muziek ter ondersteuning bij dialogen of gebeurtenissen, namen ze voor hun rekening. De band werd hiervoor beloond met twee ASCAP Film and Television Awards, in 1999 en 2000.
In 2001 volgde het album The Upside of Down. Dit album werd in eigen beheer uitgebracht, daar N2K Records failliet was gegaan. Het album werd geproduceerd door Stuart Brawley. In 2002 gingen de bandleden vriendschappelijk uit elkaar.

## Discografie
- Wonderful Life, 1997
- The Upside of Down, 2001

- MusicBrainz: 85cff083-86b6-4d6c-87b7-fba422b0d220
- Virtual International Authority File: 159771362